# 天心区

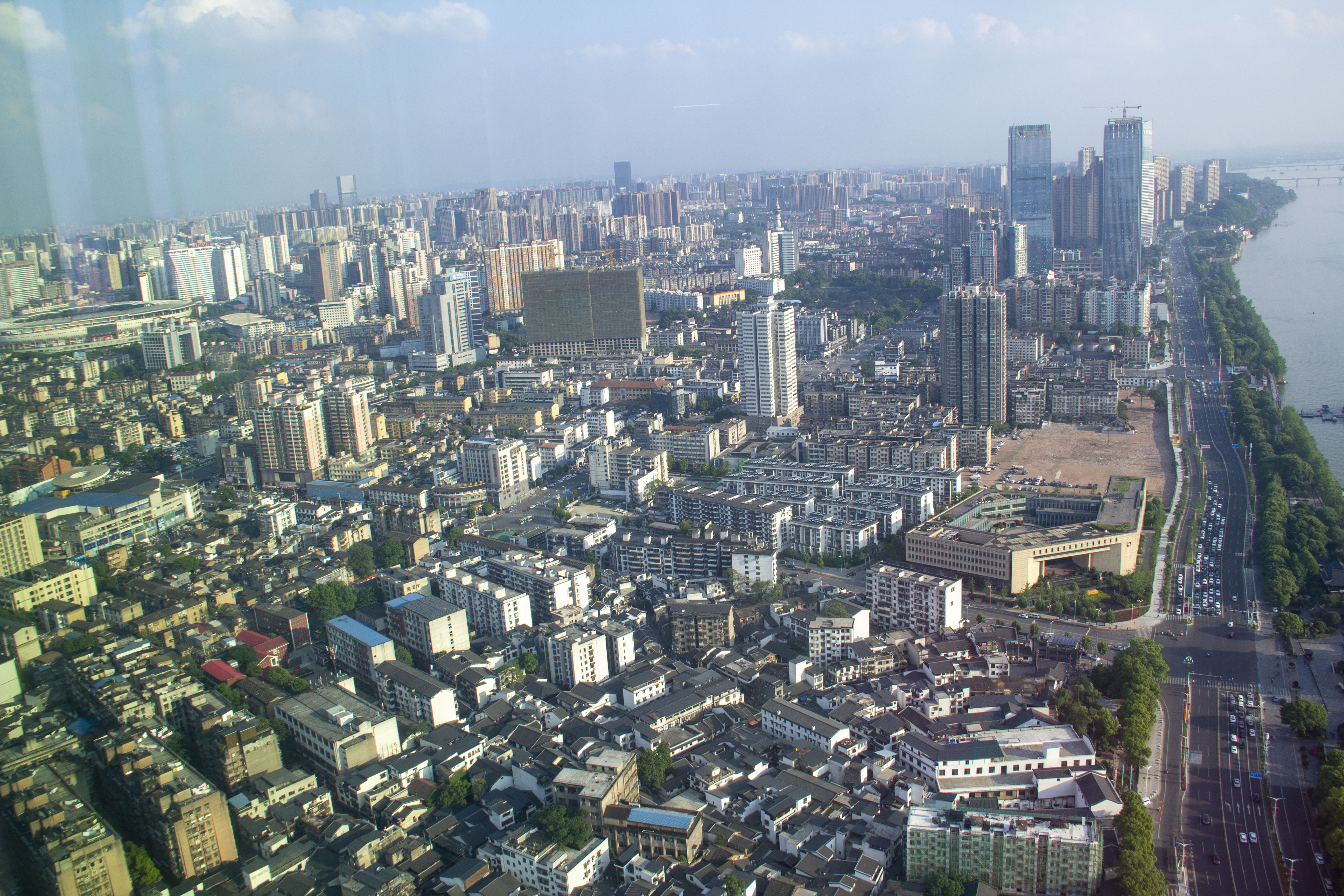
长沙市天心区

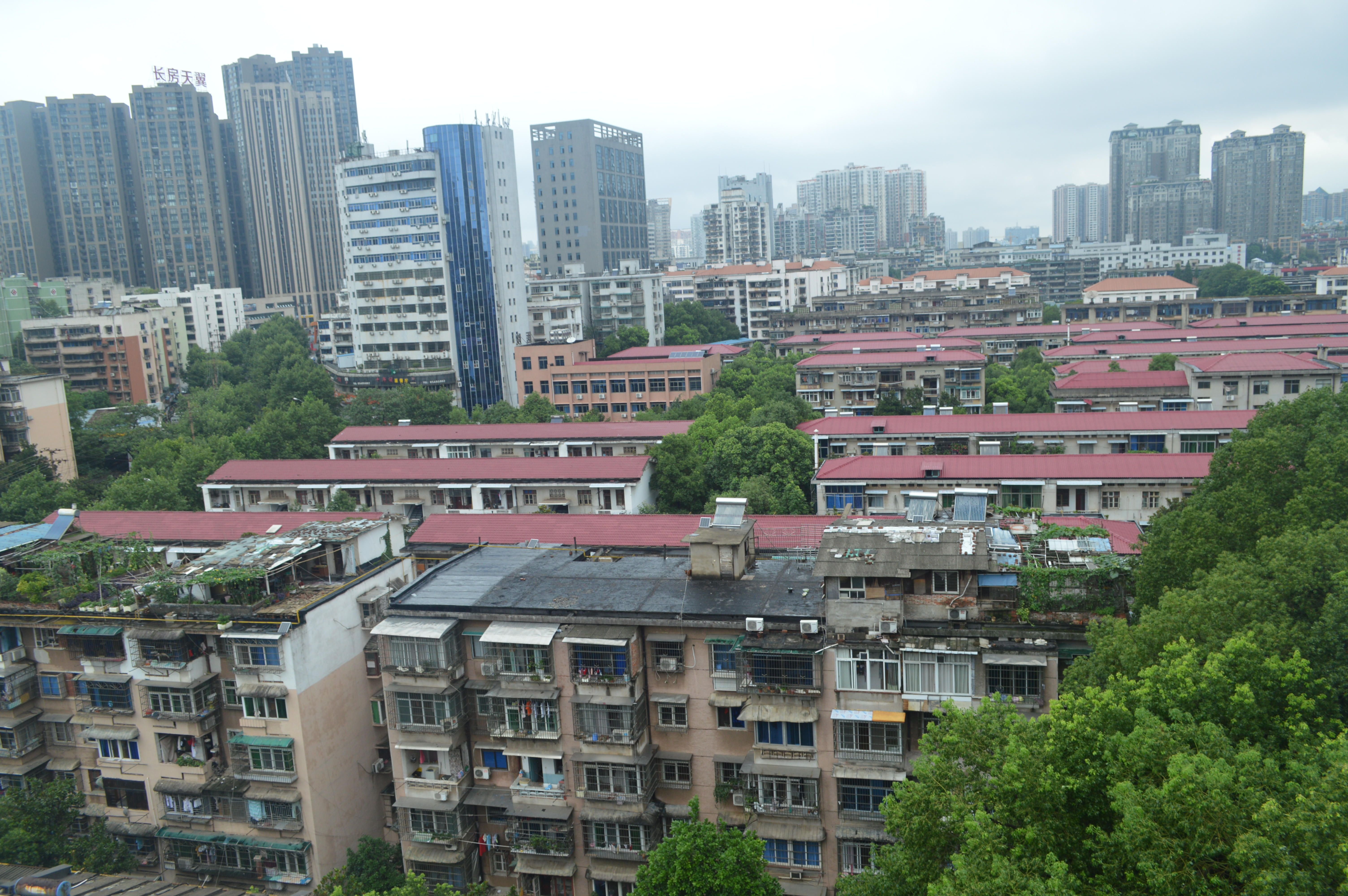

天心区为湖南省长沙市市辖区，位于长沙城区的南部，成立于1996年7月10日。天心区南邻湘潭市雨湖区与岳塘区，北接开福区，东与芙蓉区和雨花区为界，西隔湘江与岳麓区相望。天心区总面积7.64公里2（含水域102公里2），行政驻地青园街道湘府路。

## 历史沿革
1996年7月10日，经国务院批准的长沙市区划调整方案正式实施，新设天心区，天心区继承原东区行政体制（含行政驻地）。天心区辖原南区裕南街、金盘岭、城南路、书院路4个街道，原西区坡子街、学院街2街道，原郊区大托乡、园艺场、畜牧农场，雨花亭乡部分（新开铺街道，石人、新开、渔场三村）。到2001年，全区划分为9个街道和1个镇。

## 行政区划
天心区下辖14个街道办事处：
坡子街街道、城南路街道、裕南街街道、金盆岭街道、新开铺街道、青园街道、桂花坪街道、赤岭路街道、文源街道、先锋街道、黑石铺街道、大托铺街道、暮云街道和南托街道。

## 人口
根据第七次人口普查数据，截至2020年11月1日零时，天心区常住人口为836157人。
全区常住总人口475,663人（2010年人口普查），户籍人口407,537人（2009年）。

## 經濟
2010年，GDP总量400.62亿元（合59.18亿美元），人均GDP为84,223元（12,441美元）；社会消费品零售总额216.87亿元（合32.04亿美元）；城镇居民人均可支配收入21,564元（3,185美元），农村居民人均可支配收入17,398元（2,570美元）。

## 交通
- 京广铁路：黑石铺站
- 长株潭城际铁路：先锋站、芙蓉南站、暮云站